# Afrotysonia africana
Afrotysonia africana là loài thực vật có hoa trong họ Mồ hôi. Loài này được (Bolus) Rauschert mô tả khoa học đầu tiên năm 1982.